# Cyrtopodium dusenii
Cyrtopodium dusenii är en orkidéart som beskrevs av Rudolf Schlechter. Cyrtopodium dusenii ingår i släktet Cyrtopodium, och familjen orkidéer. Inga underarter finns listade i Catalogue of Life.